# Sebastian Virdung
Sebastian Virdung (1465 circa) è stato un presbitero e compositore tedesco, teorico della costruzione di strumenti musicali.

## Biografia

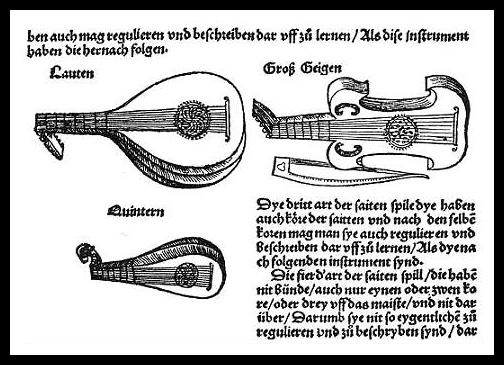
Illustrazione del trattato "Musica Getutsch", di Sebastian Virdung, 1511,

Studiò ad Heidelberg, allievo di Johannes von Soest nella cappella ducale di quella città. Dopo essere stato ordinato sacerdote, divenne cappellano di Corte ad Heidelberg. Virdung cantò nel coro come voce maschile acuta fino al 1505/1506. Intorno al 1506 egli divenne cantore nella cappella di Corte di Württemberg a Stoccarda. L'anno seguente, nel gennaio 1507, divenne vicedirettore del coro della cattedrale di Costanza, dove si occupò dell'istruzione musicale del coro di voci bianche fino al 1508, quando venne licenziato, presumibilmente per il suo pessimo carattere.
Nel 1511 pubblicò il suo trattato Musica getutscht und ausgezogen.. Il libro contiene informazioni su Virdung: egli è descritto come un prete ed il libro è scritto in dialetto bavarese. Esso dovrebbe trattare di teoria musicale, contrappunto e composizione. Comunque, nessuno di questi argomenti è stato trovato nell'edizione stampata del libro, il cui contenuto riguarda la descrizione di strumenti musicali, corredata di illustrazioni; è la prima fonte a stampa che tratta questo argomento. La seconda fu Musica instrumentalis deudsch (1529) di Martin Agricola. Queste opere sono entrambe illustrate e sono importanti per comprendere la storia degli strumenti musicali europei. Per la prima volta gli strumenti vengono classificati in famiglie omogenee, come cordofoni, aerofoni e percussioni. Il trattato si occupa anche di notazione musicale.